# Orden des kroatischen Morgensterns

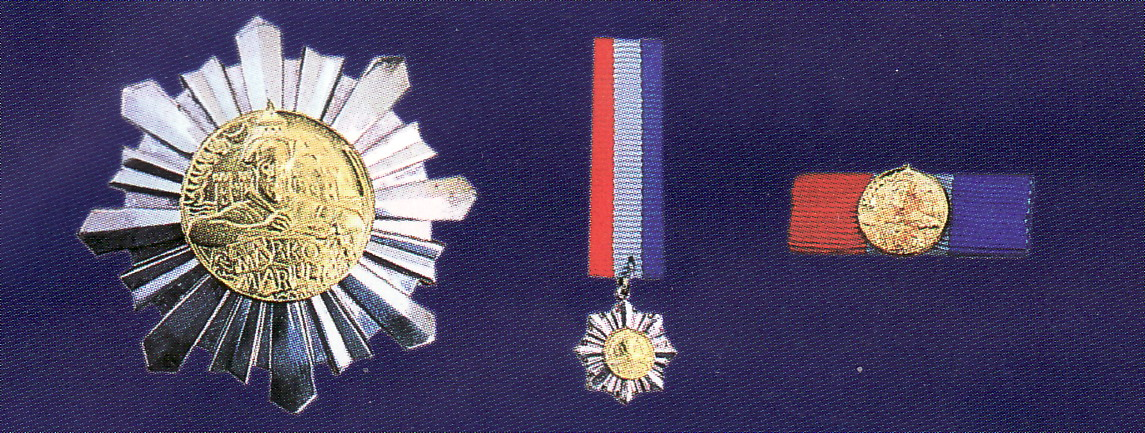
Orden des kroatischen Morgensterns mit dem Bildnis Marko Marulić

Der Orden des kroatischen Morgensterns (Kroatisch: Red Danice hrvatske) ist ein kroatischer Verdienstorden.
Der Orden wird verliehen vom Präsidenten der Republik Kroatien für
- kulturelle Leistungen (Bildnis Marko Marulić)
- Leistungen im Bereich der Wirtschaft (Bildnis Blaž Lorković)
- Leistungen im Bereich der Wissenschaft (Bildnis Ruđer Bošković)
- besonderen Erfindungsreichtum (Bildnis Nikola Tesla)
- sportliche Leistungen (Bildnis Franjo Bučar)
- Leistungen im Bereich der Gesundheitspflege und Sozialhilfe (Bildnis Ana Katarina Zrinski)
- Leistungen im Bereich Bildung (Bildnis Antun Radić)